# ملویل کوپر
ملویل کوپر (انگلیسی: Melville Cooper؛ ‏ ۱۵ اکتبر ۱۸۹۶ – ۱۳ مارس ۱۹۷۳) هنرپیشه اهل انگلستان بود.
از فیلم‌هایی که وی در آن نقش داشته‌است، می‌توان به پرواز شناسایی، ماجراهای رابین هود، ربه‌کا، برداشت محصول تصادفی، تپش قلب، دور دنیا در هشتاد روز، غرور و تعصب، عاشق‌پیشه، پدر عروس، بانو ایو، دانوب سرخ، مدرسه هنرپیشگی، گریک بزرگ، و کوچه بن‌بست اشاره کرد.